# Герберт Генрі Асквіт
Герберт Генрі Асквіт, перший граф Оксфорда та Асквіта (англ. Herbert Henry Asquith), 12 вересня 1852 — 15 лютого 1928 — британський політик.
Асквіт був у 1905–1908 роках канцлером Королівської скарбниці, 52-м прем'єр-міністром Великої Британії у 1908–1916, лідером ліберальної партії.

## Біографія
Народився у Морлі, у Західному Йоркширі у родині торгівця вовною Джозефа Діксона Асквіта (англ. Joseph Dixon Asquith, 1825—1860) та його дружини Емілі Вільямс. Мав одного старшого брата і трьох молодших сестер. Батьки були конгрегаціоналістами.
Батько помер, коли Герберту Асквіту було 8 років. Він навчався у школі Лондонського Сіті. У 1870 році вступив до Оксфордського університету.
Після закінчення університету займався юридичною практикою. У 1877 році одружився з дочкою лікаря Гелен Мелланд (Helen Kelsall Melland). В шлюбі вона народила п'ятьох дітей і померла 1891 року від тифу.
У 1886 році Асквіта було обрано до парламенту від Східного Файфу. Кілька разів переобирався від того самого округу, зберігаючи своє парламентське місце до 1918 року. У 1892 році був призначений на пост міністра внутрішніх справ у кабінеті Вільяма Гладстона.
У 1893 році під час страйків у вугільній промисловості Асквіт відрядив 400 поліцейських до шахтарського міста Фізерстоун у Йоркширі, щоб допомогти місцевій владі упоратись із заворушеннями. Для придушення заворушень були залучені також і військові частини, які відкрили вогонь по робітникам й убили двох.
У 1894 році Асквіт вдруге одружився. Цього разу його обраницею стала Марго Теннант (англ. Margot Tennant). У 1895 році ліберали програли вибори й Аксвіт втратив міністерський пост.
У 1905–1908 роках займав пост Канцлера казначейства.
У 1908 році Едуард VII призначив Асквіта на посаду голови уряду.
Під час його перебування на посту прем'єр-міністра було здійснено низку важливих соціальних та економічних реформ, зокрема, запровадження соціального страхування і державного пенсійного забезпечення.
У 1916 році, у розпал Першої світової війни глава коаліційного уряду ліберал Герберт Асквіт втратив підтримку Палати громад та вийшов у відставку.

## Родина
Старший син Герберта Генрі Асквіта Реймонд (1878—1916) загинув під час Першої світової війни на полях Франції. Єдиний син Реймонда Джуліан (1916—2011) народився за кілька місяців до смерті батька, й по смерті свого діда у лютому 1928 року став 2-м графом Оксфордом і Асквітом, ці титули він носив упродовж 83 років до своєї смерті у січні 2011 року. Другий син Герберта — відомий англійський режисер Ентоні Асквіт (1902—1968).